# オオガラゴ
オオガラゴ (Otolemur crassicaudatus) は、霊長目ガラゴ科オオガラゴ属に分類される霊長類。

## 分布
アンゴラ、エスワティニ、コンゴ民主共和国南東部、ケニア南部、ザンビア、ジンバブエ東部、タンザニア、ブルンジ、マラウイ、南アフリカ共和国東部、モザンビーク、ルワンダ

## 分類
以前はガーネットガラゴO. garnettiiを亜種として含める説もあった。シルバーオオガラゴO. monteiriを独立種とする説もある。

## 人間との関係
農地開発による生息地の破壊などの影響が懸念されている。1977年に霊長目単位でワシントン条約附属書IIに掲載されている。